# Carlos Goes
Carlos Jorge Labego Goes (Vidigueira, 1 de Agosto de 1935 - Beja, 12 de Maio de 2017), foi um político português.

## Biografia

### Carreira política
Carlos Goes exerceu como presidente da Comissão Administrativa da Vidigueira desde a Revolução de 25 de Abril de 1974 até 1976, e da Câmara Municipal entre 1980 e 2001, pelas listas comunistas.

### Falecimento
Carlos Goes faleceu em 12 Maio de 2017, de doença prolongada. O funeral teve lugar no dia seguinte, em Vila de Frades.

## Homenagens
Após o seu falecimento, foi homenageado pela autarquia pelo seu papel no desenvolvimento do concelho e da região, tendo decretado três dias de luto municipal. A autarquia também o premiou postumamente com  a Medalha de Honra, e colocou o seu nome no complexo das piscinas municipais.